# Jane Alexander
Jane Alexander, vlastním jménem Jane Quigley (28. října 1939 Boston) je americká herečka.
Studovala matematiku a jako stenografka pracovala v divadelní agentuře v New Yorku. Po menších rolích v divadle se postupně vypracovala na přední broadwayskou herečku. Značný úspěch zaznamenala v dramatu H. Sacklera The Great White Hope a v roce 1970 debutovala také ve stejnojmenné filmové adaptaci hry od režiséra M. Ritta. Popularitu získala také díky úloze americké první dámy Eleanor Rooseveltové v televizním filmu Eleanor and Franklin z roku 1976. Ve filmu se však zprvu objevovala spíše sporadicky a věnovala se především divadlu a televizi.

## Filmografie, výběr
- 1970: The Great White Hope
- 1976: Eleanor and Franklin (TV film)
- 1976: Všichni prezidentovi muži
- 1979: Kramerová versus Kramer
- 1980: Hraní o čas (TV film)
- 1981: Noční přechod
- 1983: Testament
- 1984: V žáru velkoměsta
- 1987: Láska a válka (TV film)
- 1999: Pravidla moštárny
- 2002: Kruh
- 2005: Warm Springs (TV film)
- 2006: Diane Arbus: Příběh jedné obsese
- 2007: Řekni, že mě miluješ (TV seriál)
- 2020: Příběhy nekonečna (TV seriál)